# Fred Pringiers
Fred Pringiers was een Belgisch sportbestuurder.

## Levensloop
Pringiers was gedurende 20 jaar secretaris, penningmeester en voorzitter van Royal Orée. Ook was hij van 1959 tot 1974 voorzitter van de Koninklijke Belgische Hockey Bond (KBHB). Hij volgde in deze hoedanigheid Louis Diercxsens op. Zelf werd hij opgevolgd door Vincent Vandermeersch.
Er werd een (voormalig) internationaal hockeytornooi naar hem vernoemd.